# Psolidium bidiscum
Psolidium bidiscum is een zeekomkommer uit de familie Psolidae.
De wetenschappelijke naam van de soort werd in 1996 gepubliceerd door Philip Lambert.